# 特邦县
特邦县，一译特本县，是柬埔寨磅士卑省下辖的一个县。
据1998年人口普查，此县共有43,516人。